# Catherine de Jongová
Catharina Jantina (Catherine) de Jong (nar. 1956) je nizozemská anestezioložka, adiktoložka, lékařka intenzivní péče, od roku 2009 členka představenstva Vereniging tegen de Kwakzalverij (VtdK), v letech 2011-2015 předsedkyně a členka představenstva Evropské rady skeptických organizací (ECSO).

## Vzdělání a kariéra
V roce 1975 začala de Jongová studovat práva, ale nedokončila je. Od roku 1977 do roku 1987 studovala medicínu v Groningenu a následně v roce 1988 absolvovala kurz anesteziologie v Sheffieldu v Anglii. Poté se v letech 1989 až 1994 specializovala na anesteziologii v Univerzitním lékařském centru v Groningenu a nakonec si v letech 1994 až 1996 doplnila vzdělání jako lékařka intenzivní péče v Onze Lieve Vrouwe Gasthuis v Amsterdamu. Od roku 1996 do roku 1997 de Jongová pracovala jako anestezioložka a lékařka intenzivní péče v Sint Lucas Andreas Ziekenhuis, od roku 1997 do roku 1999 jako anestezioložka v Academic Medical Center. Od roku 2000 pracovala jako nezávislá anestezioložka v několika nemocnicích a klinikách, a od roku 2002 do roku 2012 jako anestezioložka a lékařka na protidrogové rehabilitační klinice Miroya. Od roku 2007 až do současnosti je de Jongová zaměstnána jako anestezioložka v zubní ordinaci pro děti v Amsterdamu.

### Odpor k alternativní medicíně
Během studia anesteziologie si díky dvěma příhodám uvědomila nebezpečí alternativní medicíny: prvním případem byla 48letá žena s rakovinou prsu, která vsadila na léčbu u naturopata, ale jejíž stav se v době následné hospitalizace stal beznadějným. Druhý případ se týkal třináctiletého chlapce, jehož zánět dutin přerostl v encefalitidu, protože mu jeho antroposofičtí rodiče odmítli podávat antibiotika. „Když lidé kvůli svému rozhodnutí zbytečně ubližují sobě nebo svým dětem, pak se mi z toho zvedá žaludek. Je pro mě neuvěřitelně těžké se s tím vypořádat,“ řekla de Jongová a zdůraznila, že v souvislosti se zdravím je třeba činit „moudrá a racionální rozhodnutí“. Zastává názor, že alternativní terapeuti svým klientům pouze poskytují „medicínsky prázdný léčebný rituál“, činí je závislými, plýtvají jejich časem i penězi a nevyužívají možnosti je řádně informovat.

## Skeptický aktivismus
V roce 2004 se de Jongová stala členem VtdK a v roce 2009 členem jeho představenstva. Po vzoru Merseyside Skeptics Society v roce 2010 (která se zase inspirovala akcí SKEPP v roce 2004) zorganizovali de Jongová a Maarten Koller spolu s 30 členy VtdK a Stichting Skepsis nizozemskou verzi mezinárodní kampaně 10:23. 5. února 2011 zinscenovali předávkování homeopatiky u sochy Multatuliho v Amsterdamu, aby veřejně demonstrovali neúčinnost homeopatických přípravků. Zdravotnický redaktor Gerrie Riemersma z deníku Leeuwarder Courant akci 10:23 kritizoval, protože „velmi malé množství funkčního roztoku [zabere] pouze při opakování.“ V reakci na článek de Jongová prohlásila, že v těchto ředěních není vůbec žádný funkční roztok a že by bylo poctivou informací pro spotřebitele, kdyby výrobci uváděli údaje o obsahu na všech homeopatických přípravcích, stejně jako je to povinné u skutečných léků.
10. října 2011 vystřídala Ceese Renckense ve funkci předsedy VtdK a v této funkci se vyslovila proti používání alternativní medicíny, jako je akupunktura a homeopatie, protože u nich nikdy nebyla dostatečně prokázána lékařská účinnost, nanejvýš se projevuje placebo efekt. Článek v deníku NRC Handelsblad, který doporučoval detoxikaci, označila de Jongová za „nekritickou reklamu“, „nehodnou“ novin. V dopise z listopadu 2011 de Jongová obvinila rektora univerzity ve Wageningenu Martina Kropffa, že „poskytl platformu pro pseudovědu“, když schválil cyklus přednášek, který umožnil několika alternativním terapeutům hovořit o biofyzikální medicíně. Správní rada Wageningenské univerzity odpověděla, že účastníci (studenti a zaměstnanci) budou schopni sami rozlišit smysl a nesmysl. Správní rada uznala, že biofyzikální medicína je obor, který leží daleko mimo hlavní vědecký proud, ale chtěla umožnit diskusi o myšlenkách, ať už „idiotských“, nebo ne, které ve společnosti existují, aniž by je legitimizovala.
V listopadu 2014 byl naturopat, který léčil klienty ibogainem, což mělo za následek smrt jednoho klienta a oslepnutí jiného, odsouzen ke 141 dnům odnětí svobody. Po tomto případu se de Jongová jménem VtdK a po konzultaci s Trimbos-instituut a Informatie Voorziening Verslavingszorg zasadila o přísnější dohled nad soukromými odvykacími klinikami a naturopaty, kteří léčí drogově závislé. Ačkoli se protidrogová rehabilitace rozvíjí jako specializace, kterou v prosinci 2012 uznala Nizozemská královská lékařská asociace (KNMG), de Jongová varovala, že neexistuje žádná alternativní léčba, která by prokazatelně účinně pomáhala závislým, zatímco v některých případech jsou pacienti záměrně zneužíváni.
24. srpna 2013 na 15. evropském skeptickém kongresu ve Stockholmu přednášela de Jongová o pseudovědecké odvykací léčbě. Prohlásila, že není pravda, že „lékařský establishment“ odmítá zkoumat alternativy, jako je ibogain – už pokusy v 50. a 60. letech ukázaly, že nefungují. Následující den ji kongres zvolil za členku představenstva ECSO.
Když v září 2014 homeopaté z Groningenu doporučovali obětem epidemie viru ebola v západní Africe polykání „granulí“ a dvakrát denně poslouchat hudbu, aby se zabránilo nákaze, de Jongová to označila za „zločinné“ a prohlásila, že „homeopaté by měli držet sebe a své bludy daleko od těchto pacientů.“ 3. října byla udělena Meester Kackadorisprijs, výroční ironická cena VtdK, předsedkyni Pauline Meursové ze ZonMw (Nizozemské organizace pro výzkum a vývoj v oblasti zdraví) za její zprávu, která doporučila provádět další výzkum alternativní medicíny, což De Jongová označila za plýtvání drahocenným časem, penězi a lidskými silami, když vidí, že posledních 40 let testování nikdy nepřineslo nic nad rámec placebo efektu.
Na otázku, jakou radu by dala lidem, kteří s vědeckým skepticismem začínají, odpověděla, že by měli pokračovat v „kladení otázek“, vyhledávat skeptické skupiny a lidi, kteří je povedou. Uvádí, že tito lidé je nejlépe navedou k literatuře, která jim pomůže růst a učit se. Dodala, že „skeptici jsou milí lidé a je s nimi spousta zábavy.“
V říjnu 2015 vystřídal de Jongovou ve funkci předsedy Nico Terpstra; zůstala členkou představenstva VtdK.

## Osobní život
Catherine de Jongová je vdaná za průmyslového designéra a historika umění Franse Kleina a má dvě děti.